# Озеро Вічності
Озеро Вічності (лат. Lacus Temporis) — маленька морська ділянка на Місяці, біля північно-східного краю видимого боку. Розмір — близько 190×100 км.

## Назва
1651 року Джованні Річчолі, який давав об'єктам цього регіону Місяця давньогрецькі та інші стародавні імена, назвав південну частину цього озера Гермесом (Hermes), причому сусіднє озеро отримало римський відповідник того ж імені. Згодом Філіпп Фаут назвав об'єкт цієї статті Морем Годинника (Mare Horologii), але ця назва не прижилася. 1976 року Міжнародний астрономічний союз затвердив для нього назву Lacus Temporis, що дослівно означає «Озеро Часу».

## Розташування й суміжні об'єкти
Координати центра Озера Вічності — 46°48′ пн. ш. 56°12′ сх. д. / 46.8° пн. ш. 56.2° сх. д.. Воно оточене численними дрібними безіменними морськими ділянками. Крім того, за 80 км на південний схід від нього лежить Озеро Надії, а за 70 км на північ — великий залитий лавою кратер Ендіміон.
Інші кратери околиць озера (не враховуючи безіменних та сателітних) — Меркурій на сході, Керрінгтон та Шумахер на південному сході, Мессала на півдні, Гук та Шакборо на південному заході, Шевальє та Атлас на заході. На північному заході від озера (51°40′ пн. ш. 51°03′ сх. д. / 51.67° пн. ш. 51.05° сх. д.) є добре збережений 7-кілометровий концентричний кратер.
На основі альтиметричних вимірювань «Клементини» припускали, що Озеро Вічності лежить у зруйнованому басейні діаметром близько 350 км із центром поблизу 45° пн. ш. 55° сх. д. / 45° пн. ш. 55° сх. д., але дослідження новіших альтиметричних даних апарата LRO та гравіметричних даних місії GRAIL його не виявило.

## Опис
Озеро Вічності тягнеться з південного сходу на північний захід приблизно на 190 км, а його ширина сягає 100–120 км. Воно складається з двох округлих ділянок близького розміру — можливо, зруйнованих і залитих лавою кратерів. Їх з'єднує перешийок, де розташовані рештки кількох вкритих лавою менших кратерів та молодий 9-кілометровий кратер Шевальє F. Це найбільший із кратерів цього озера, молодших за його лавовий покрив, та єдиний його найменований кратер станом на 2018 рік (крім тих, що лежать на берегах).
Озеро Вічності, як і навколишні безіменні морські ділянки, світліше за сусіднє Озеро Надії. Його поверхня лежить на 1,7–1,9 км нижче за місячний рівень відліку висот, приблизно на одному рівні з Озером Надії, але на кілометр вище лавового покриву недалекого кратера Ендіміон.
Вік лавового покриву Озера Вічності за підрахунком кратерів оцінюють у 3,7–3,8 млрд років. Особливості розподілу кратерів за розміром вказують на те, що лава заливала озеро принаймні двічі.